# Phanaspa derasalis
Phanaspa derasalis là một loài bướm đêm trong họ Erebidae.